# Anopheles sacharovi
Anopheles sacharovi este o specie de țânțari din genul Anopheles, descrisă de Jules Favre în anul 1903. Conform Catalogue of Life specia Anopheles sacharovi nu are subspecii cunoscute.